# 尢部
尢部（おうぶ）は、漢字を部首により分類したグループの一つ。
康熙字典214部首では43番目に置かれる（3画の14番目）。

## 概要
尢部は「尢」を筆画として持つ漢字を分類している。また、「尢」の異体字である「尣」などによって構成される漢字を含める。
「尢」の字はあしに障害を持った人の意味であり、片足が曲がった人の形に象る。
なお中国では異体字関係を整理した際に、「尣」が使われた漢字も全て「尢」に統一している。

## 部首の通称
- 日本：まげあし、だいのまげあし、おうにょう
- 中国：尤字旁
- 韓国：절음발이왕부（jeoreumbari wang bu、あしなえの尢部）
- 英米：Radical lame

## 部首字
尢
- 広韻 - 烏光切、唐韻
- 詩韻 - 陽韻、平声
- 三十六字母 - 影母
- 日本語 - 音：オウ（ワウ）（漢音）
- 中国語 - ピンイン：wāng 注音：ㄨㄤ ウェード式：wang 1
- 朝鮮語 - 訓音：절음발이（jeoreumbari、あしの不自由な人） 왕(wang)

## 例字
- 尢・尤
- 尨
- 就